# Vickers Vildebeest

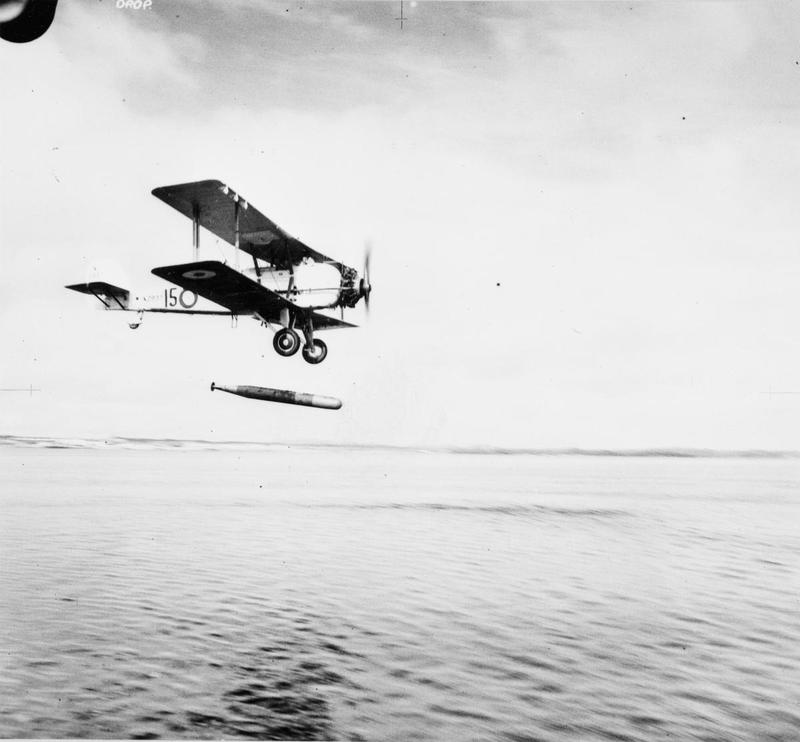
Um Vildebeest Mk II soltando um torpedo durante um exercício de prática de alvo, por volta de 1936

O Vickers Vildebeest e o semelhante Vickers Vincent foram dois grandes biplanos monomotores de dois a três assentos projetados e construídos pela Vickers e usado como bombardeiros leves, torpedeiros e no em exercícios de cooperação com o exército. Foi pilotado pela primeira vez em 1928 e permaneceu em serviço no início da Segunda Guerra Mundial, com o último Vildebeests voando contra as forças Japonesas mais de Singapura e Java, em 1942.